# Paul Oesterreicher
Paul Oesterreicher (* 1766 in Forchheim; † 3. Februar 1839 in Bamberg) war ein deutscher Beamter, Archivar und Historiker.

## Leben
Oesterreicher besuchte zunächst die Schule von Forchheim. Er absolvierte das Bamberger Gymnasium, nahm 1781 das Studium an der  Universität Bamberg auf und wurde am 6. September 1786 zum Doktor der Philosophie promoviert. Anschließend widmete er sich unter anderem unter Nikolaus Thaddäus von Gönner, Elias Adam von Reider und Johann Schott dem Studium der Rechtswissenschaft. Am 3. Oktober 1795 wurde er mit der Dissertation Num pactum, quo princeps exteros detractu liberat, status obliget mediatos? zum Lic. iur. graduiert.
Oesterreicher war in den Kriegsjahren von 1796 bis 1801 als Advokat in Bamberg tätig. 1801 wurde er zum fürstbischöflichen Hofrat ernannt, zugleich übernahm er die Redaktion der Bamberger Zeitung. 1803 wurde er schließlich zum fürstbischöflichen Archivar in Bamberg ernannt. Er widmete sich historischen Studien. 1806/1807 gab er das Kriegsarchiv des rheinischen Bundes in 6 Heften und mit Georg Ferdinand Döllinger (1772–1847) um 1806 die Zeitschrift für Archiv- und Registraturwissenschaft in wenigen Heften sowie in 21 Heften das Archiv des Rheinischen Bundes heraus. Er ging in den bayerischen Staatsdienst über. 1811 wurde er als korrespondierendes Mitglied in die Bayerische Akademie der Wissenschaften aufgenommen.
Oesterreicher wurde am 21. Juli 1821 für seine Verdienste zum königlich bayerischen Rat ernannt. Bei der Gründung des Bamberger Historischen Vereins 1830 spielte er eine wichtige Rolle.

## Werke (Auswahl)
- Denkwürdigkeiten der Staatenkunde Teutschlands, 2 Bände, Bamberg 1808.
- Inhalt einiger noch nicht bekannten Gesetze des ehemaligen teutschen Reiches, Kunstmann, Erlangen 1809.
- Von dem Tode des letzten Herzoges, Otto II, von Meran: eine historisch-diplomatische Abhandlung, Bamberg 1816.
- Die Burg Streitberg: geschichtlich dargestellt, Bamberg 1819.
- Die Burg, Neideck: geschichtlich dargestellt, Bamberg 1819.
- Die zwei Burgen Tüchersfeld: geschichtlich dargestellt, Bamberg 1820.
- Die Altenburg bei Bamberg: geschichtlich dargestellt, Bamberg 1821.
- Geschlechtstafeln der Reichsherrn von Schlüsselberg, Bamberg 1821.
- Der ostfränkische Markgraf Adelbert, Graf von Babenberg genannt: ein geschichtlicher Abriß, Bamberg 1825.
- Die Wunderburg zu Bamberg: mit Nachrichten von dem Geschlechte des Erbauers Friderich von Rotenstein, Schmidt, Bamberg 1826.
- Geschichte der Herrschaft Banz, Bamberg 1833.
- Bambergs Fürstbischöfe: urkundliche Nachrichten von dem Fürstbischofe Mangold, Bamberg 1834.
- Geschichte des Dorfes und Rittergutes, Streitau, im Obermainkreise des Königreiches Bayern, Bamberg 1836.